# Schistometopum
Schistometopum es un género de anfibios gimnofiones perteneciente a la familia Caeciliidae. Sus especies se caracterizan por ser cecilias subterráneas y tropicales.

## Distribución
Las especies de este género se distribuyen en regiones del este de África, incluyendo Kenia y Tanzania, así como en islas del Golfo de Guinea, principalmente en la República Democrática de Santo Tomé y Príncipe.

## Especies
El género incluye las siguientes especies reconocidas:
- Schistometopum gregorii (Boulenger, 1895)
- Schistometopum thomense (Bocage, 1873)